# Mistrzostwa Świata Juniorów w Hokeju na Lodzie 2015/III Dywizja
Mistrzostwa Świata Juniorów w Hokeju na Lodzie III dywizji 2015 odbyły się w Nowej Zelandii w Dunedin. Zawody były rozgrywane w dniach 20–25 stycznia 2015 roku.
W mistrzostwach trzeciej dywizji uczestniczyło 5 reprezentacji. Pierwotnie miało grać sześć drużyn, ale Bułgaria wycofała się z turnieju. Drużyny rozgrywały mecze systemem każdy z każdym. W turnieju zwyciężyła reprezentacja Chin i awansowała do mistrzostw świata drugiej dywizji w 2016 roku.
Hale, w których odbywały się zawody to:
- Dunedin Ice Stadium (Dunedin)

## Wyniki
| 20 stycznia 2015 | Meksyk | 1:6 | Chiny | Dunedin Ice Stadium, Dunedin |

| Szczegóły      | Szczegóły            | Szczegóły       | Szczegóły | Szczegóły                                                                                          |
| -------------- | -------------------- | --------------- | --- | -------------------------------------------------------------------------------------------------- |
| Godzina: 15:30 | J. Duenas (PP) 46:18 | (0:0, 0:4, 1:2) | 20:26 (EQ) Zhang Z. 27:03 (EQ) Huang P. 34:17 (PP) Wu H. 39:00 (PP) Lu H. 46:48 (EQ) Liu Q. 51:17 (PP) Zuo T. | Widzów: 150 Sędzia główny: Hideki Yamauchi Sędziowie liniowi: Braden O'Loughlin Casper Russelhuber |
| Godzina: 15:30 | 14 min. kar          |                 | 34 min. kar                                                                                                   | Widzów: 150 Sędzia główny: Hideki Yamauchi Sędziowie liniowi: Braden O'Loughlin Casper Russelhuber |

| 20 stycznia 2015 | Południowa Afryka | 1:5 | Nowa Zelandia | Dunedin Ice Stadium, Dunedin |

| Szczegóły      | Szczegóły             | Szczegóły       | Szczegóły                                                                                            | Szczegóły                                                          |
| -------------- | --------------------- | --------------- | --- | ------------------------------------------------------------------ |
| Godzina: 19:00 | D. Compton (PP) 22:26 | (0:2, 1:1, 0:2) | 06:54 (EQ) C. Burns 11:08 (EQ) M. Macharg 36:22 (EQ) B. Roth 41:32 (PP) J. Orr 51:31 (EQ) T. Kennedy | Widzów: 250 Sędzia główny: Cory Ross Sędziowie liniowi: Jake Davis |
| Godzina: 19:00 | 8 min. kar            |                 | 26 min. kar                                                                                          | Widzów: 250 Sędzia główny: Cory Ross Sędziowie liniowi: Jake Davis |

| 21 stycznia 2015 | Turcja | 1:3 | Południowa Afryka | Dunedin Ice Stadium, Dunedin |

| Szczegóły      | Szczegóły              | Szczegóły       | Szczegóły                                                             | Szczegóły                                                                                    |
| -------------- | ---------------------- | --------------- | --------------------------------------------------------------------- | -------------------------------------------------------------------------------------------- |
| Godzina: 19:00 | Dogu Bingol (SH) 19:39 | (1:1, 0:1, 0:1) | 01:25 (PP) K. Thornton 39:54 (EQ) B. Husselman 53:36 (EQ) K. Thornton | Widzów: 150 Sędzia główny: Włodzimierz Marczuk Sędziowie liniowi: Ryan Cairns Park Jae-hyung |
| Godzina: 19:00 | 16 min. kar            |                 | 14 min. kar                                                           | Widzów: 150 Sędzia główny: Włodzimierz Marczuk Sędziowie liniowi: Ryan Cairns Park Jae-hyung |

| 22 stycznia 2015 | Chiny | 6:1 | Turcja | Dunedin Ice Stadium, Dunedin |

| Szczegóły      | Szczegóły                                                                                                  | Szczegóły       | Szczegóły           | Szczegóły                                                                           |
| -------------- | --- | --------------- | ------------------- | ----------------------------------------------------------------------------------- |
| Godzina: 15:30 | Li H. (EQ) 09:56 Liu Y. (EQ) 23:18 Liu Q. (EQ) 41:28 Liu Y. (EQ) 44:59 Liu Y. (EQ) 45:38 Liu Q. (PP) 58:26 | (1:1, 1:0, 4:0) | 19:27 (PP) B. Ustun | Widzów: 75 Sędzia główny: Cory Ross Sędziowie liniowi: Jake Davis Braden O'Loughlin |
| Godzina: 15:30 | 41 min. kar                                                                                                |                 | 24 min. kar         | Widzów: 75 Sędzia główny: Cory Ross Sędziowie liniowi: Jake Davis Braden O'Loughlin |

| 22 stycznia 2015 | Nowa Zelandia | 2:3 pk. | Meksyk | Dunedin Ice Stadium, Dunedin |

| Szczegóły      | Szczegóły                              | Szczegóły                 | Szczegóły                                                        | Szczegóły                                                                                           |
| -------------- | -------------------------------------- | ------------------------- | ---------------------------------------------------------------- | --------------------------------------------------------------------------------------------------- |
| Godzina: 19:00 | L. Frear (PP2) 24:56 J. Orr (EQ) 34:39 | (0:0, 2:2, 0:0, 0:0, 1:2) | 22:47 (EQ) M. Navarro 28:48 (EQ) G. Martinez 65:00 (SO) J. Perez | Widzów: 250 Sędzia główny: Włodzimierz Marczuk Sędziowie liniowi: Park Jae-hyung Casper Russelhuber |
| Godzina: 19:00 | 14 min. kar                            |                           | 20 min. kar                                                      | Widzów: 250 Sędzia główny: Włodzimierz Marczuk Sędziowie liniowi: Park Jae-hyung Casper Russelhuber |

| 23 stycznia 2015 | Południowa Afryka | 0:13 | Chiny | Dunedin Ice Stadium, Dunedin |

| Szczegóły      | Szczegóły   | Szczegóły       | Szczegóły | Szczegóły                                                                                |
| -------------- | ----------- | --------------- | --- | ---------------------------------------------------------------------------------------- |
| Godzina: 19:00 |             | (0:5, 0:2, 0:6) | 00:45 (EQ) Li H. 06:30 (EQ) Zhang Z. 12:19 (EQ) Liu Qing 14:21 (EQ) Liu Qing 16:38 (EQ) Li H. 23:47 (SH) Zhang P. 34:05 (EQ) Li H. 43:59 (EQ) Liu Qing 45:02 (EQ) Wu H. 50:07 (PP) Zhu Z. 53:55 (PP) Yu M. 55:25 (EQ) Zhang P. 57:10 (EQ) Huang P. | Widzów: 120 Sędzia główny: Hideki Yamauchi Sędziowie liniowi: Ryan Cairns Park Jae-hyung |
| Godzina: 19:00 | 12 min. kar |                 | 73 min. kar | Widzów: 120 Sędzia główny: Hideki Yamauchi Sędziowie liniowi: Ryan Cairns Park Jae-hyung |

| 24 stycznia 2015 | Meksyk | 3:0 | Południowa Afryka | Dunedin Ice Stadium, Dunedin |

| Szczegóły      | Szczegóły                                                         | Szczegóły       | Szczegóły  | Szczegóły                                                                              |
| -------------- | ----------------------------------------------------------------- | --------------- | ---------- | -------------------------------------------------------------------------------------- |
| Godzina: 15:30 | G. Martinez (PP) 16:36 J. Duenas (EN) 59:14 A. Bolanos (EQ) 59:59 | (1:0, 0:0, 2:0) |            | Widzów: 75 Sędzia główny: Cory Ross Sędziowie liniowi: Shinobu Kawai Braden O'Loughlin |
| Godzina: 15:30 | 12 min. kar                                                       |                 | 4 min. kar | Widzów: 75 Sędzia główny: Cory Ross Sędziowie liniowi: Shinobu Kawai Braden O'Loughlin |

| 24 stycznia 2015 | Nowa Zelandia | 5:3 | Turcja | Dunedin Ice Stadium, Dunedin |

| Szczegóły      | Szczegóły                                                                                            | Szczegóły       | Szczegóły                                                   | Szczegóły                                                                                   |
| -------------- | --- | --------------- | ----------------------------------------------------------- | ------------------------------------------------------------------------------------------- |
| Godzina: 19:00 | F. Ellis (PP) 02:46 L. Frear (PP) 12:12 C. Burns (EQ) 41:34 B. Roth (PP) 46:06 T. Kennedy (EQ) 47:14 | (2:1, 0:2, 3:0) | 17:13 (PP) H. Secer 27:39 (PP) E. Savas 33:55 (EQ) S. Takar | Widzów: 250 Sędzia główny: Hideki Yamauchi Sędziowie liniowi: Jake Davis Casper Russelhuber |
| Godzina: 19:00 | 16 min. kar                                                                                          |                 | 30 min. kar                                                 | Widzów: 250 Sędzia główny: Hideki Yamauchi Sędziowie liniowi: Jake Davis Casper Russelhuber |

| 25 stycznia 2015 | Turcja | 2:1 | Meksyk | Dunedin Ice Stadium, Dunedin |

| Szczegóły      | Szczegóły                               | Szczegóły       | Szczegóły                | Szczegóły                                                                               |
| -------------- | --------------------------------------- | --------------- | ------------------------ | --------------------------------------------------------------------------------------- |
| Godzina: 15:30 | F. Faner (PP) 10:45 F. Faner (PP) 34:50 | (1:0, 1:0, 0:1) | 55:07 (PP, EA) A. Garcia | Widzów: 60 Sędzia główny: Hideki Yamauchi Sędziowie liniowi: Ryan Cairns Park Jae Hyung |
| Godzina: 15:30 | 14 min. kar                             |                 | 20 min. kar              | Widzów: 60 Sędzia główny: Hideki Yamauchi Sędziowie liniowi: Ryan Cairns Park Jae Hyung |

| 25 stycznia 2015 | Chiny | 4:1 | Nowa Zelandia | Dunedin Ice Stadium, Dunedin |

| Szczegóły      | Szczegóły                                                                | Szczegóły       | Szczegóły           | Szczegóły                                                                                  |
| -------------- | ------------------------------------------------------------------------ | --------------- | ------------------- | ------------------------------------------------------------------------------------------ |
| Godzina: 19:00 | Lu H. (EQ) 03:20 Zhang Z. (EQ) 20:17 Liu Q. (EQ) 30:04 Liu Q. (PP) 44:27 | (1:0, 2:1, 1:0) | 26:32 (PP) F. Ellis | Widzów: 400 Sędzia główny: Włodzimierz Marczuk Sędziowie liniowi: Jake Davis Shinobu Kawai |
| Godzina: 19:00 | 74 min. kar                                                              |                 | 33 min. kar         | Widzów: 400 Sędzia główny: Włodzimierz Marczuk Sędziowie liniowi: Jake Davis Shinobu Kawai |

Tabela
| Lp | Zespół            | M | Pkt | Z | Zd | Pd | P | G+ | G- | +/- |
| -- | ----------------- | - | --- | - | -- | -- | - | -- | -- | --- |
| 1. | Chiny             | 4 | 12  | 4 | 0  | 0  | 0 | 29 | 3  | +26 |
| 2. | Nowa Zelandia     | 4 | 7   | 2 | 0  | 1  | 1 | 13 | 11 | +2  |
| 3. | Meksyk            | 4 | 5   | 1 | 1  | 0  | 2 | 8  | 10 | -2  |
| 4. | Południowa Afryka | 4 | 3   | 1 | 0  | 0  | 3 | 4  | 22 | -18 |
| 5. | Turcja            | 4 | 3   | 1 | 0  | 0  | 3 | 7  | 15 | -8  |

      = awans do II dywizji, grupy B